# Pifilca
La Pifilca o Pivilca (del mapudungún: Pifüllka) es un aerófono de la familia de las flautas, sin aeroducto, semejante a un silbato. Es un instrumento típico del pueblo mapuche, de cuerpo cilíndrico alargado, fabricado en madera o piedra, ocasionalmente se encuentra decorado con figuras estilizadas zoo y antropomorfas. Se difunde desde la zona central de Chile hasta las provincias argentinas de Río Negro y Neuquén en la Patagonia.

## Descripción

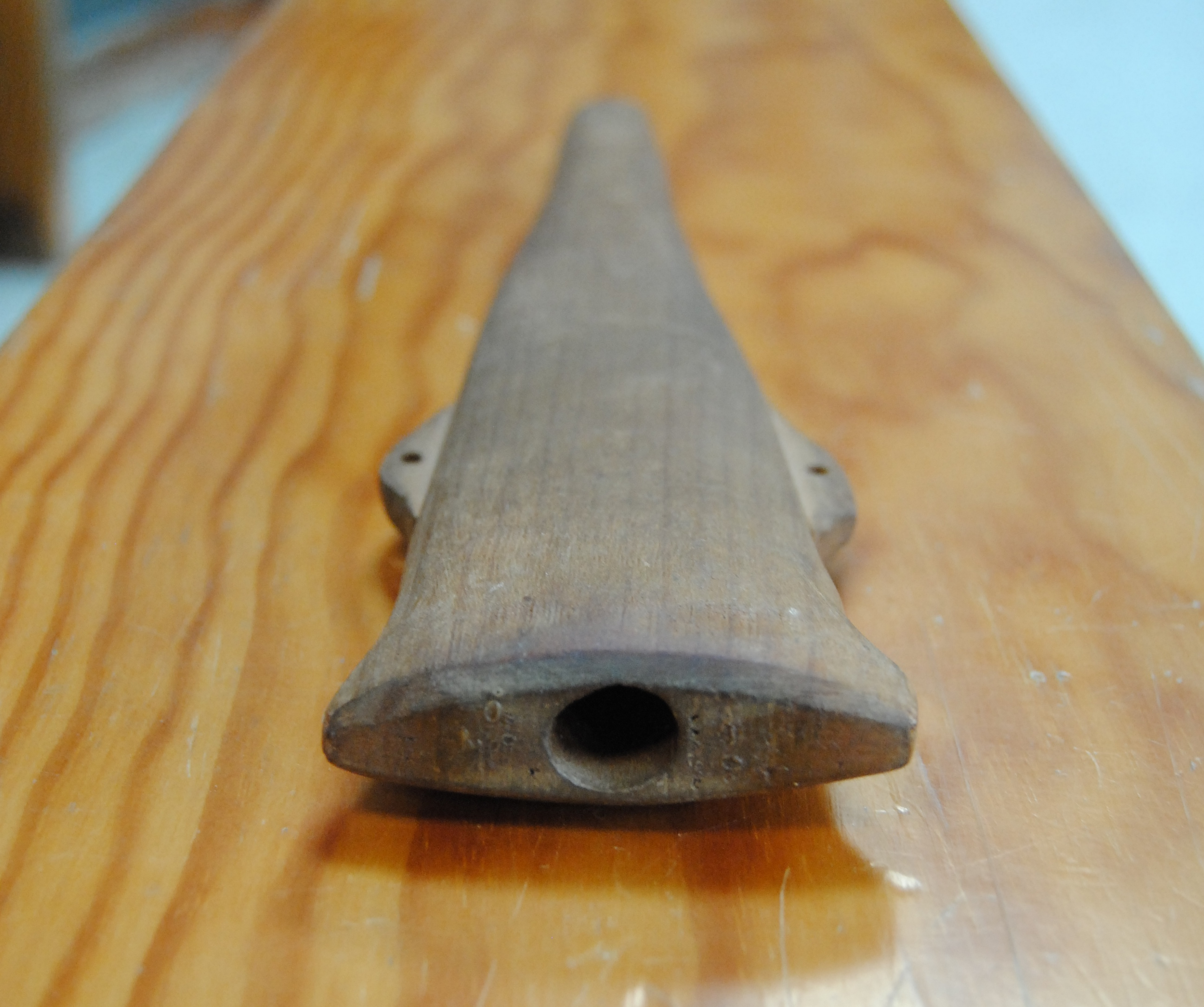
Vista de la embocadura.

Es un aerófono de soplo parecido a la flauta contra un filo-flauta longitudinal con el tubo cerrado en su extremo inferior y en la parte media posee por lo general una única perforación como embocadura, aunque en algunos casos puede poseer otras más.  
Es de madera, si bien antiguamente se construía también de otros materiales como piedra o hueso.  
Se construye tallando un trozo madera de unos treinta o cuarenta centímetros de longitud, generalmente de raulí, lahuán, lingue o pino. El tubo se perfora a lo largo, aproximadamente en la mitad de su amplitud. 
El instrumento al no poseer orificios de digitación que le permitan generar otras tonalidades, emite una única nota, la que se mezcla en el curso del canto o del conjunto instrumental, sin relación rítmica. 
Exteriormente puede poseer  dos asas a los costados que le permiten añadir una cuerda para colgarla. Además, su estética general varía dependiendo del fabricante y la zona.

## Usos
El pueblo mapuche suele utilizar las pifilcas, así como las trutrucas, para otorgar ánimos y energías durante la ceremonia del guillatún.
Por otra parte, y como una forma de sincretismo, los músicos danzantes conocidos como chinos, utilizan las pivilcas durante sus ceremonias, en donde expresan su fe a la Virgen María y al Niño Dios.